# Ipimorpha viridipallida
Ipimorpha viridipallida är en fjärilsart som beskrevs av William Barnes och James Halliday McDunnough 1916. Ipimorpha viridipallida ingår i släktet Ipimorpha och familjen nattflyn. Inga underarter finns listade i Catalogue of Life.